# Marilyn Eastman
Marilyn Eastman (Davenport, Iowa, 17 de diciembre de 1933-Tampa, Florida, 22 de agosto de 2021) fue una actriz estadounidense que trabajó en varias películas cinematográficas, aunque se la reconoce más por su interpretación a Helen Cooper en Night of the Living Dead, película de 1968 dirigida por George A. Romero.

## Biografía
Marilyn Eastman nació en Iowa, el 17 de diciembre de 1933, su trabajo empezó en los años cincuenta donde ella solo era una directora en varios programas de radio. Su carrera comenzó al prepararse para varios lanzamientos en el cine, en lo que se la reconoce en la película Night of the Living Dead en 1968, dirigida por George A. Romero, en donde actuó junto a Duane Jones, Judith O'Dea, Karl Hardman y Judith Ridley. Después de su carrera se casó con el escritor y locutor John F. Eastman, donde también se hizo socia del actor Karl Hadman, grabando y protagonizando varias películas.

## Filmografía
| Cine | Cine                                                                | Cine                 | Cine |
| Año  | Película                                                            | Papel                |      |
| ---- | ------------------------------------------------------------------- | -------------------- | ---- |
| 1966 | Perry Mason                                                         | Secretaria           |      |
| 1968 | Night of the Living Dead                                            | Helen Cooper         |      |
| 1986 | Horrible Horror                                                     |                      |      |
| 1995 | El invitado                                                         | Mujer de la sociedad |      |
| 1996 | Santa Claws                                                         | Señora Quinn         |      |
| 1997 | AZ of Horror                                                        | Marilyn              |      |
| 1999 | Night of the Living Dead: 30 Anniversary Edition                    | Helen                |      |
| 2000 | The American Nightmare                                              | Marilyn              |      |
| 2008 | Uno para la hoguera: El legado de La noche de los muertos vivientes | Marilyn              |      |
| 2011 | Zombies: A Living History                                           | Helen                |      |
| 2012 | Living Dead                                                         | Helen                |      |